# LaScie
LaScie es un pueblo canadiense situado en la provincia de Terranova y Labrador.

## Superficie
LaScie tiene una superficie de 29,16 km².

## Demografía
En 2021, tenía 820 habitantes, una densidad poblacional de 28,1 hab./km², y 407 viviendas.